# Lac Nasho
Le lac Nasho est un lac  du Rwanda situé dans la province de l'Est, au Rwanda. Son altitude est estimée à 1 286 mètres,.
Il est situé dans le village d'Akagera, district de Kayonza privince de l'Est  au Rwanda.